# جيني كوبر
جيني كوبر هي ممثلة كندية، ولدت في 1974 في تورونتو في كندا.

## وصلات خارجية
- جيني كوبر على موقع IMDb (الإنجليزية)
- جيني كوبر على موقع ألو سيني (الفرنسية)
- جيني كوبر على موقع قاعدة بيانات الفيلم (الإنجليزية)